# Tommy Gibbs criminale per giustizia
Tommy Gibbs criminale per giustizia (Hell Up in Harlem) è un film di genere blaxploitation del 1973 scritto e diretto da Larry Cohen. È il seguito del film Black Caesar - Il Padrino nero.

## Trama
Sopravvissuto al tentativo di omicidio alla fine di Black Caesar - Il Padrino nero, Tommy Gibbs affronta il corrotto procuratore distrettuale di New York DiAngelo, che aveva cercato di incarcerare Gibbs e suo padre, Papa Gibbs, per monopolizzare il traffico illecito di droga. Gibbs decide di eliminare lo spaccio di droga dalle strade di Harlem, pur continuando a portare avanti le sue altre imprese illecite. Gibbs si innamora di sorella Jennifer, una donna che lavora con il reverendo Rufus, un ex protettore che ha trovato la vocazione religiosa.
Gibbs e suo padre litigano dopo che a Gibbs viene detto dal suo scagnozzo Zach, che suo padre ha ordinato la morte dell'ex moglie di Gibbs, Helen. Gibbs e Jennifer si trasferiscono a Los Angeles, lasciando a Papa Gibbs la responsabilità del territorio di Harlem. In seguito viene rivelato che lo stesso Zach ha ucciso Helen come parte di un piano per impadronirsi del territorio, con l'assistenza di DiAngelo. Gibbs sconfigge i sicari inviati ad ucciderlo, mentre Papa muore per un attacco di cuore mentre combatte contro Zach.
Sapendo che DiAngelo farà sorvegliare gli aeroporti e le strade di New York, Gibbs vola a Filadelfia, quindi entra a New York a piedi per condurre una guerra personale contro Zach e DiAngelo.

## Colonna sonora
La colonna sonora del film avrebbe dovuto essere affidata al musicista statunitense James Brown che si era occupato di quella del precedente Black Caesar - Il Padrino nero, ed era stato anche appositamente composto l'album The Payback, ma esso venne rifiutato dai produttori della pellicola in quanto giudicato "la solita roba alla James Brown" (una storia ampiamente riportata, anche da Brown stesso, che afferma come il regista Larry Cohen avesse rifiutato la musica perché "non abbastanza funky", è stata smentita da Cohen). In sostituzione, le musiche furono affidate a Fonce Mizell e Freddie Perren, ed interpretate da Edwin Starr. L'album della colonna sonora venne pubblicato nel gennaio 1974 su etichetta Motown Records.